# Vřeteno (textil)
Vřeteno u textilních strojů se obvykle definuje jako svislý hřídel otočně uložený jedním koncem v ložiskách. Na volný konec vřetene se nasazují navíjená nebo odvíjená přízová tělesa a zařízení ke zkrucování vláken v přízi, které umožňuje i navinování upředeného produktu do vhodného tvaru.

## Z historie
Nejstarší dochovaná textilní vřetena v Evropě pochází z Řecka ze 6. tisíciletí před n. l. a již 2000 let před tím se zhotovovaly textilie v Levantě. Přeslen vřetena byl zhotoven ze dřeva, z kostí nebo i z kamenin.
V různých textilních muzeích se ukazuje vřeteno napodobující dávnou formu (náčrt vlevo) nebo se předvádí i jeho obsluha:
Vlákenný materiál se vytahuje z chomáče na přeslici (a), zkrucuje a navíjí na stvol vřetene (b). Otáčky se udělují vřetenu třením o přeslen (c).

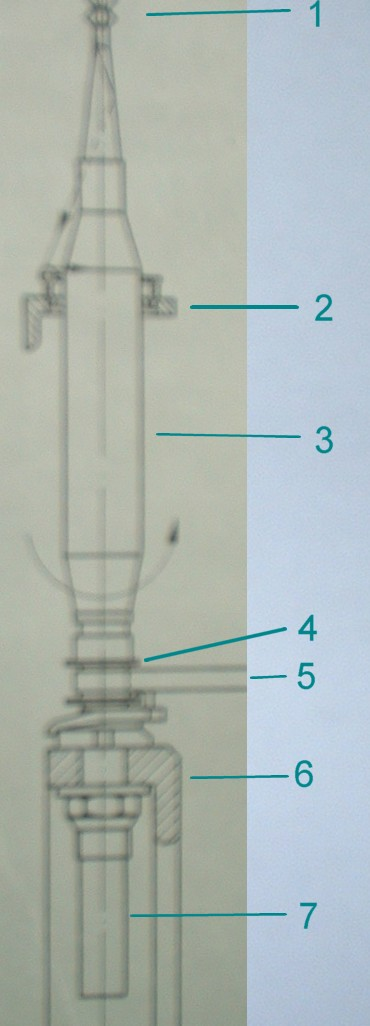
Vřeteno na prstencovém dopřádacím stroji

## Druhy vřeten na textilních strojích
Na původním principu se konstruují vřetena na strojích pro výrobu a zušlechťování příze dodnes. K nejpoužívanějším druhům patří:
- Vřeteno na křídlových předpřádacích strojích je jednoduchý svislý hřídel uložený v patním ložisku a v horní části vedený trubkovým kluzným ložiskem. Otáčky zde dosahují cca 2000/min.
- Krutné vřeteno na strojích pro tvarování příze nepravých zákrutem je dutá trubička malého průměru, která se opírá o dva rychle se otáčející kotouče s několikanásobně větším průměrem a je k nim přitlačována permanentním magnetem. Vřeteno může dosáhnout až 1 milion otáček za minutu. Na moderních strojích se namísto krutného vřetene k udělování zákrutu používá tření příze o kotouče (torzní tvarování).

- Vřeteno na prstencových dopřádacích a skacích strojích je co do počtu nejužívanější druh. Na nákresu vpravo je příklad vřetena ze strojů na dopřádání vigoňových přízí: Vřeteno (7) je uloženo na vřetenové lavici (6) a je poháněno přes přeslen (4) cca desetimilimetrovým popruhem z textilního materiálu (5) nebo tangenciálním řemenem o šířce několika centimetrů. Na vrcholu vřetena je nástavec (1), pomocí kterého se snižuje napětí příze při průchodu prstencovou lavicí (2) k potáči (3). Princip prstencového předení umožňuje otáčky vřeten asi do 20 000/min.

- Duté vřeteno se používá na dvouzákrutových, efektních skacích a kablovacích strojích. V dutině vřetena se uděluje zákrut dvěma nitím nebo se jedna nit přivádí dutinou a druhá z cívky nasazené na vnějšku vřetene.

- Méně známé je duté vřeteno zavěšené na rámu křídlového stroje na dopřádání lnu. Vřeteno je pevně spojené s křídlem, pomocí kterého se uděluje přízi zákrut.

- Odstředivé vřeteno se původně používalo k zakrucování a navíjení viskózových filamentů a na stejném principu byla konstruována zařízení na dopřádání lýkových vláken.

V německé textilní terminologii se výraz vřeteno (Spindel) používá také pro dřevěné nástrkové trny, ze kterých se na starších prstencových dopřádacích strojích odvíjel z cívek přást a na skacích strojích příze.